# Fleris
Fleris is een personage uit de Belgische folklore, die in de schriftelijke en mondelinge overlevering voorkomt en in zijn streek, West-Vlaanderen, populariteit geniet. In Middelkerke en vooral in Leffinge en Wilskerke weten de meeste mensen, hun versie, van zijn verhaal na te vertellen.
Fleris was boerenknecht op de Fleriskothoeve. In de volksverhalen omschrijven ze hem als een duivels figuur, die de mensen ervan weerhield naar de kerk te gaan en die om wat plezier niet verlegen was. De boer heeft hem verjaagt door hem pap met look te geven. Fleris vertrok maar vervloekte de hoeve.
Zijn beroemdste uitspraak is: ...Pap met look, pap met look? Fleris gaat weg, maar het geluk ook!...
Men fluistert dat de boerenjongen elke dag weer een stapje dichter bij zijn terugkomst is.
Andere sagen brengen de Fleriskothoeve in verband met de Tempeliers, vrijmetselarij en ondergrondse gangen.

## Het personage
Fleris was een brutale boerenknecht, het type van de schelm of charmeur, die op de Fleriskothoeve woonde en werkte. Het verhaal dateert uit de 19de eeuw, maar is gebaseerd op een oudere zwerfsage die ook in de buurlanden voorkomt. Sommige vertellers menen dat hiervoor een 16e-eeuwse aanhanger van het protestantisme model stond die als een "ketter" werd beschuldigd van hun ondeugendheden. Andere vertellers veronderstellen daarom dat Fleris - net als de "Friese" bergschuur - van Friese afkomst zou kunnen zijn. Dat betoogde met name de dorpspastoor en archeoloog Juliaan Claerhout, die rond 1920 probeerde te bewijzen dat eerste bewoners van de Vlaamse kustvlakte van Friese immigranten zouden afstammen. Claerhouts etnische theorieën gelden al lang als achterhaald.
Het gaat niet om een Friese naam, zoals Claerhout dacht, eerder om een variant van Fleurus of Florent. Mogelijk was dit de naam van een vroegere pachter van het kloosterbedrijf. Het dialectwoord fleuris (pleuris) werd ook gebruikt om een ziekte bij mensen en dieren aan te duiden, die men soms aan bovennatuurlijke oorzaken toeschreef.
De sage van het Fleriskot werd vermoedelijk voor het eerst gepubliceerd door Constant Serrure in 1840. In het prototype van de sage gaat het om duivel in de gestalte van een vreemdeling, die de boer aanbiedt in één nacht een reusachtige schuur te bouwen in ruil voor diens ziel. De boer (of diens vrouw) zorgt ervoor dat de duivel moet voor het aanbreken van de dageraad vertrekken, terwijl hij de laatste opening (een venster of een ventilatiegat) nog niet heeft gesloten. Omdat het gebouw niet tijdig voltooid is, kan de duivel zijn tol niet opeisen. De boer lukt het echter evenmin dit laatste venster te sluiten, omdat de duivel het verhindert. Deze sage van de zogenaamde 'duivelsschuur' is ook elders in Vlaanderen, Brabant en Zeeland bekend.
Het personage keert in de West-Vlaamse varianten terug als een watergeest, een demoon, een tovenaar, een spook, goddeloos, als waternikker of als geest. In de overlevering komt hij het vaakst voor als boerenknecht en een enkele keer als bedelaar die geherbergd wordt in de aanhorige schuur op de hofstee.

## Zijn verhaal
De boer had al zo vaak gebeden om een goede boerenknecht, maar hij vond er geen. Op een dag vloekte de man en riep; ik zal iemand vinden al moet hij uit de hel komen, en daar was Fleris, gestuurd door de duivel.
Fleris zijn krachten waren ongewoon, hij kon zich veranderen in een (zwart) paard, en als er een rechtse of linkse knoop in zijn staart legden, werkte hij, met een linkse of rechtse knoop verroerde hij geen vin. Het paard verdween ook 's nachts, maar was er dan 's ochtends plots weer.
Het spook deed niets liever dan andere knechten en meiden pesten. Hij saboteerde wanneer men naar de kerk wilde gaan. Als men plezier wilde hebben hield Fleris niemand tegen. Hij zette eens de hooiwagen boven op de schuur en 's nachts brandde het af, maar 's morgens stond de schuur er gewoon weer. 's Nachts om twaalf uur waren er soms meerdere spookgeiten die uit de schuur sprongen. En hij hing de koeien op, met hun staart, aan de houten dakbalken. De rosmolen maalde zelfs bloedig vlees in plaats van graan en Fleris zat dan boven op die rosmolen te lachen.
De krachten van de duivelse knecht waren buitengewoon en naar de boer zijn inziens gevaarlijk. Flertje was verliefd op het "meissen" en/of op de boerin, wat natuurlijk de boer niet zinde. Deze richtte zich tot de pastoor, die stelde voor om Fleris, pap met look te geven. De boer volgde het advies van de priester en gaf de demon wat hij verdiende. Fleris vloekte: "Pap met look? Pap met look? Fleris vertrekt, maar het geluk ook."
Sinds Fleris vertrokken is, is de hoeve getroffen door een resem rampen. Nieuwe eigenaars worden zot, de oogsten mislukken en de beesten sterven. De schuur is reeds meerdere malen afgebrand. Men wijt het afbranden in de jaren vijftig ook aan Fleris.
Fleris is verbannen naar de rode zee of het verste stukje van de hofstee, maar probeert nog altijd terug te keren naar de hoeve. Hij nadert elk jaar met een luizenpasje, en als hij terugkomt zal hij alles vernietigen." ...en je naast hij alle jaren een tumelet van een luis en asten weerkeert haatten alle verdemmelieren... (citaat van de 84-jarige Joseph Titeca uit 1958).

## Standbeeld
In 1978 werd een feitelijke vereniging opgericht onder de naam "De Flerisvrienden". Deze vereniging zag het daglicht, ter ondersteuning van de sociale cohesie in de streek en organiseerde jaarlijks een aantal evenementen voor de lokale bevolking. Bij het stopzetten van de activiteiten in 1983, financierde de Flerisvrienden het standbeeld van Fleris, als eerbetoon aan hun lokale volkslegende. Het kunstwerk is te vinden aan de Sint-Guilielmuskerk in Wilskerke. Het is vervaardigd uit een polyester en is met lood beslagen, door de kunstenaar Ivan Vermote.

## Beeld

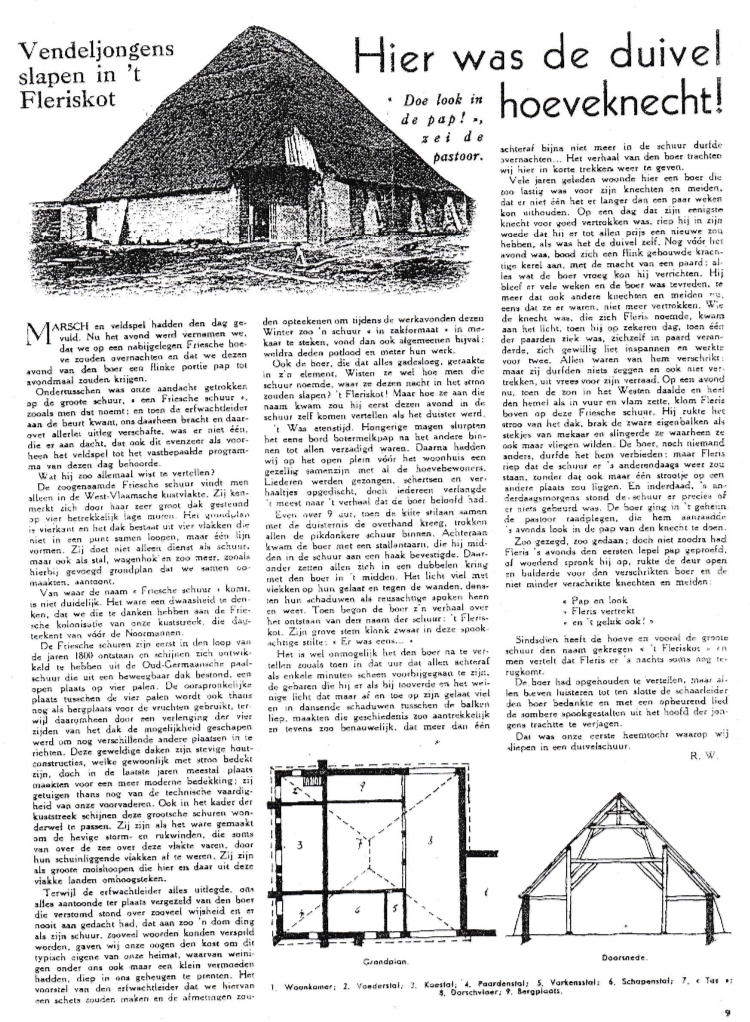
Artikel Fleris en de Fleriskothoeve
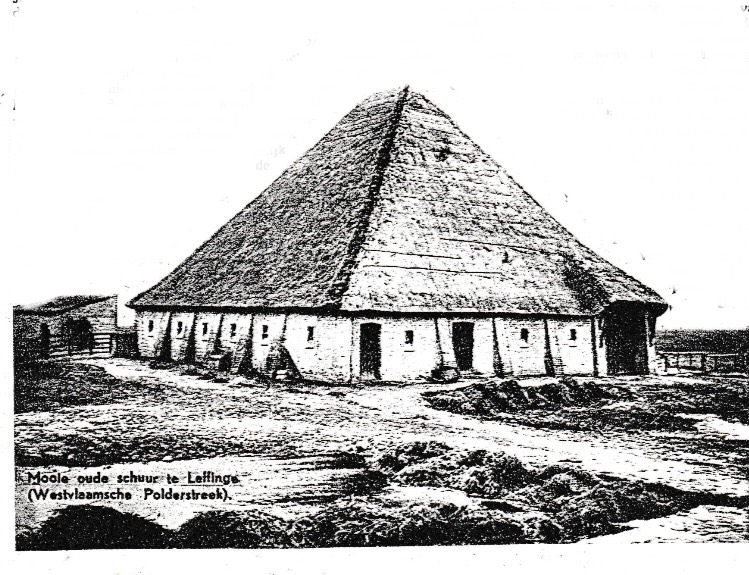
Friese schuur van de Fleriskothoeve
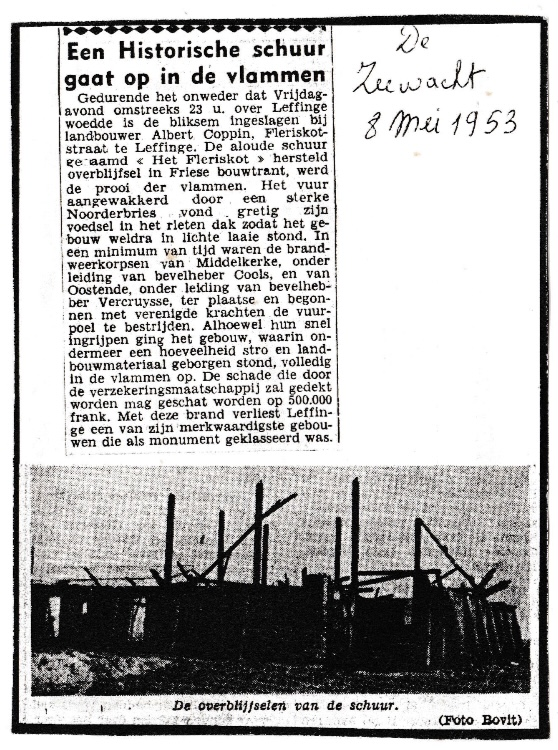
Artikel over brand in 1953
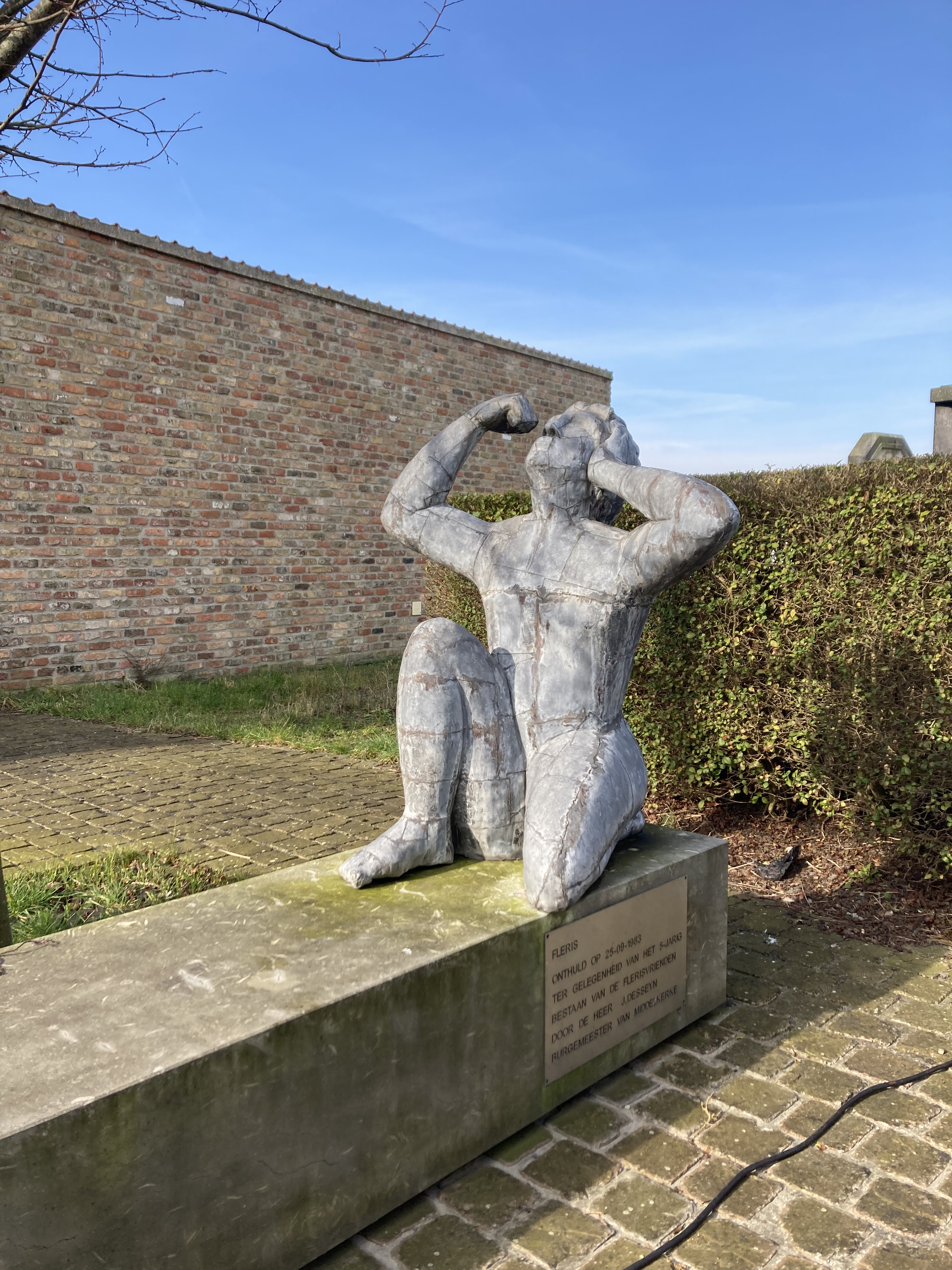
Standbeeld Fleris
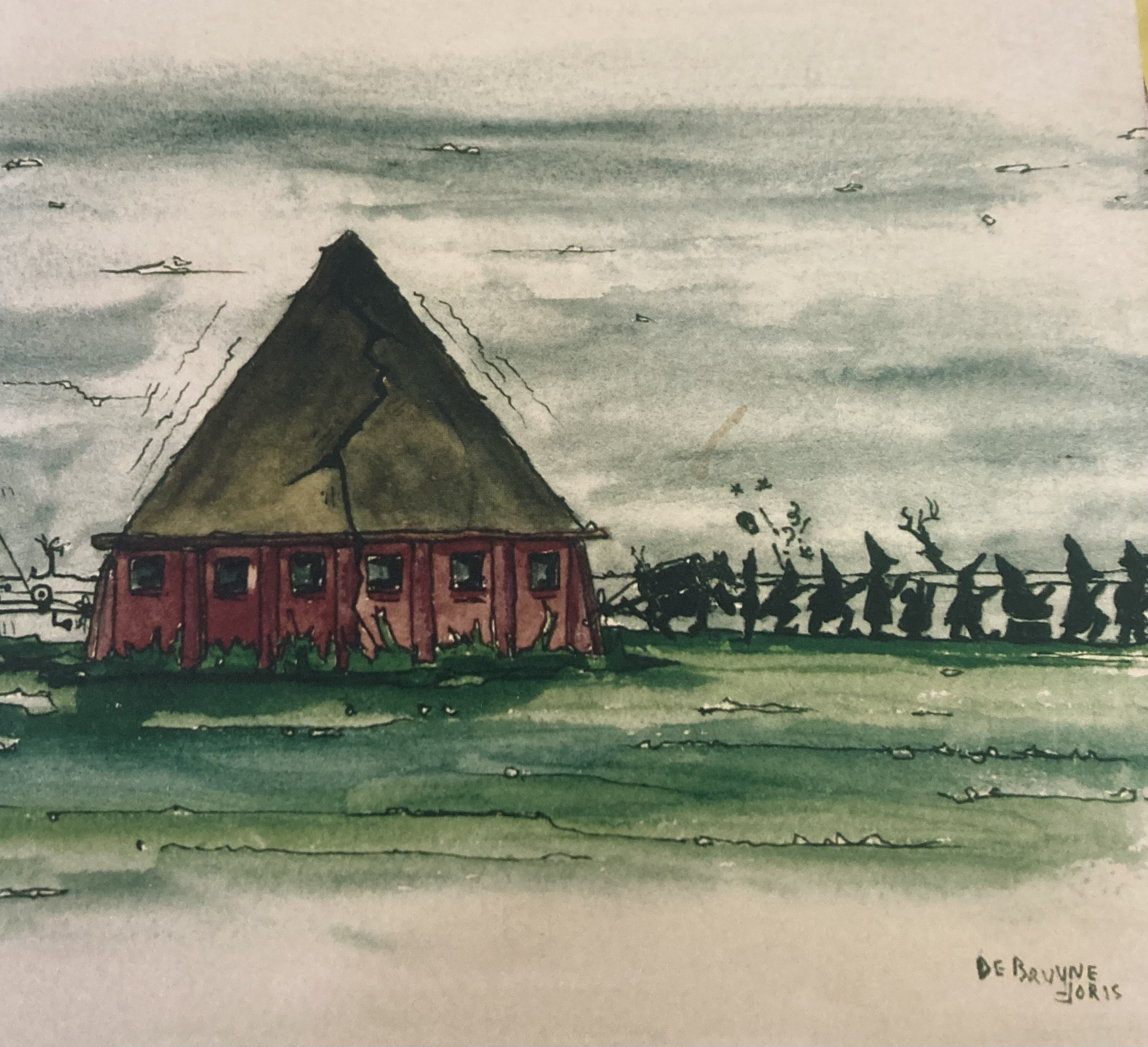
Fleriskothoeve volgens Debruyne Joris